# Burg Dobronice
Die Ruine der Burg Dobronice (deutsch Burg Dobronitz) befindet sich in Dobronice u Bechyně im Okres Tábor in Tschechien.

## Geographie
Die Ruine der Spornburg liegt am südöstlichen Ortsausgang des Dorfes Dobronice u Bechyně im Bechiner Hügelland (Bechyňská pahorkatina) auf einem Sporn über der Einmündung des Baches Dobronický potok in die Lainsitz.

## Geschichte
Die steinerne Burg entstand zu Beginn des 14. Jahrhunderts und ist seit 1322 als Sitz der Vladiken von Dobronitz nachweislich. Diese hielten den Besitz bis zum Beginn des 15. Jahrhunderts. Danach wechselten sich verschiedene Adelsgeschlechter, darunter die Kraselovský von Kraselov, Sedlecký von Dub und Malovec von Malovice als Besitzer ab. Zwischen 1455 und 1459 gehörte die Burg den Herren Rosenberg. Sie verkauften Dobronitz ihrem Burggrafen auf Choustník, Veit von Zrzawa (Vít ze Rzavého). Ab 1527 erwarben die Haslauer von Haslau von den Haas von Zrzawa und Stahletz die Herrschaft. Nach dem Tode von Heinrich Haslauer wurde die Herrschaft unter seinen fünf Söhnen aufgeteilt. Christoph Haslauer erhielt dabei die Hälfte der Burg und die Hälfte der Dörfer Rataje, Staré Sedlo, Zběšice und Dobronice. Im Jahre 1594, als Christoph Haslauer inzwischen drei Viertel der Burg und der Herrschaft erworben hatte, kaufte er das Gut Ratay auf und ließ dort einen neuen Sitz errichten. Gemäß dem 1616 verfassten letzten Willen Christoph Haslauers sollte sein Besitz unter seinen sechs Söhnen aufgeteilt. Als Christoph Haslauer 1618 verstarb, war der Dreißigjährige Krieg ausgebrochen. Die nach der Schlacht am Weißen Berg 1620 eingesetzte Konfiskationskommission verurteilte die Brüder Heinrich d. J. und Johann d. J. Haslauer zum Verlust eines Drittels ihres Besitzes. Ein Teil der Herrschaft wurde 1620 konfisziert, ein weiterer Teil fiel 1636 wegen Nichtbezahlung von Forderungen durch den inzwischen verstorbenen Bohuslav Nestor Haslauer ebenfalls der Hofkammer anheim. Diese hatte das Gut Rataje bereits 1621 für 6000 Schock an Adam Reichsgraf von Sternberg verkauft, den Rest der Herrschaft erhielt Ferdinand Prüger von Greinburg. Dessen Tochter Anna Jakobine verkaufte Dobronitz 1691 an den Rektor der Prager Clementinums, Wenzel Sattenwolf. Der Jesuitenorden nutzte die Burg als Sommersitz. 1727 wurde die Burg des Herrschaft Opařany angeschlossen und nach dem Jesuitenverbot 1773 dem Verfall preisgegeben. 1790 ließ der herrschaftliche Verwalter Franz Halbiger Mauern und Dächer zur Gewinnung von Baumaterialien einreißen. Im Jahre 1825 ersteigerte Karl von Paars Witwe Quidobaldina die Ruine und schlug sie ihrer Herrschaft Bechin zu.
Erste Sicherungsarbeiten gegen einen Abrutsch der Ruine ins Lainsitztal erfolgten 1890. Allerdings verursachten Untergrabungen durch Straßenbauarbeiten im Lainsitztal 1915 einen Abrutsch von Teilen der Ruine. Ab 1920 übernahm der Klub tschechischer Touristen die Sicherungsarbeiten. Nach der Enteignung der Fürsten Paar im Jahre 1948 unterblieben zunächst sämtliche Erhaltungsarbeiten. Im Jahre 1973 erfolgten laienhafte Sicherungsarbeiten am Turm mittels Beton.
Seit der Restitution befindet sich die Ruine im Besitz der Panství Bechyně s.r.o. und ist an den Wochenenden gegen Eintrittsgeld zugänglich.

## Anlage
Erhalten sind der dominierende zylindrische Bergfried sowie bis zum ersten Stock die Reste des gotischen Palas aus dem 14. Jahrhundert und von Wohngebäuden und einer Kapelle aus dem 16. Jahrhundert. Ebenso sind Reste des Burggrabens sichtbar.